# Калінчук Федір Михайлович

Федір Михайлович Калінчук у школах м. Копичинці

Федір Михайлович Калінчук (народився 1 серпня 1954 в селі Шепіївка, Калинівський район, Вінницька область — 10 травня 2012 місто Козятин) — засновник-ветеран та ідейний натхненник тверезницького руху в Україні, самовідданий ентузіаст, педагог і собріолог, професор Міжнародної академії тверезості, лауреат Міжнародної золотої медалі ім. академіка Ф. Г. Углова.

## Життєпис

### Народження, навчання, служба, трудова діяльність
Народився в багатодітній православній родині колгоспників. У 1961 році пішов у перший клас і в 1971 році закінчив Грушковецьку середню школу-інтернат. І в школі, і після школи активно займався спортом, співом, танцями, туризмом. 
З 1971 по 1974 рік працював слюсарем на машинобудівному заводі м. Калинівка.
З 1974 по 1976 рік — служба в ППО Радянської Армії в Ленінградській області. 
З 1976 по 1979 рік — навчання в сільськогосподарському технікумі м. Себеж Псковської області. Разом з навчанням працював секретарем комсомольської організації технікуму. У 1979 році отримав червоний диплом агронома і працював керуючим селища в Дновському районі Псковської області. З 1980 року працював в Іваново-Слобідській восьмирічній школі педагогом-організатором. Зрозумів, що повинен міняти власне життя, хотілося бути хорошим прикладом дітям. Долаючи власну запрограмованість на вживання алкоголю і тютюну, відмовився від пагубних виробів. 1982 рік — вступив до Вінницького педагогічного інституту, в 1987 році закінчив факультет фізичного виховання, працював учителем фізкультури та військової підготовки.

### Активна тверезницька діяльність
На початку 1984 року, після знайомства з лекціями Ф. Г. Углова, став свідомим тверезником. Відразу ж приступив до пропаганди тверезості серед колег, педагогів, учнів, колгоспників, робітників — скрізь, де було можливо. У 1985 році став активним членом Всесоюзного добровільного товариства боротьби за тверезість, але за критику на адресу керівників ВДОБТ та інших членів товариства мав безліч проблем і мало однодумців. З 1987 року працював директором Калинівського Будинку дитячої творчості. Його запрошували проводити бесіди з пацієнтами наркологів і виступати з лекціями про тверезість серед молоді.
У 1988 році Федір Михайлович одружився. З 1989 року працював директором Лукашівської школи, де теж пропагував тверезість. У 1990 році відвідав кілька занять Ю. А. Соколова, одного з учнів і послідовників Г. А. Шичка.
Згодом перейшов працювати в інтернат для розумово відсталих дітей, паралельно працюючи за методом Г. А. Шичка у м. Ладижині Вінницької області.
Після 1990 року був змушений покинути роботу в школі і зайнятися виключно пропагандою тверезості. Вів курси мистецтва тверезого життя у Ладижині, Вінниці, Черкасах, Тернополі, Львові, Києві та інших містах України. Підготував понад двадцять викладачів за методом Г. А. Шичка, давав консультації всім бажаючим.
Федір Калінчук став одним з ініціаторів створення Громадського руху «Твереза Україна» та однойменного сайту Твереза Україна в Інтернеті. Регулярно проводив виступи на українському радіо, місцевих і регіональних каналах телебачення. Також був організатором і брав безпосередню участь в тверезницьких семінарах в Україні та СНД, тверезницьких з'їздах в Карпатах і на Вінниччині, постійно працював у ВУЗах, школах, трудових колективах. Допоміг позбутися алкогольної залежності сотням сімей по Україні, і, з деякими із них постійно зустрічався, проводив спільні заходи, виїжджав на з'їзди. По крупинках він навчав i гуртував активістів з різних куточків нашої країни.
Федір Михайлович був активним життєлюбом. Продовжував займатися доступними видами спорту, танцями, туризмом. Любив співати пісні, читати, писати статті, книги, вірші та байки. Він був справжнім патріотом України, любив Батьківщину і свій народ, беріг його від усього поганого, викривав методи тих, хто споює і «скурює» жителів України. Проводив щорічно близько 200 виступів з питань тверезості. Останні роки співпрацював з ВНЗ Західної України та Києва, активно працював над дисертацією з педагогіки на тему тверезницького виховання молоді. 
«Є два способи життя: здоровий і нездоровий, тверезий і нетверезий, — говорив Федір Михайлович. — І кожен сам обирає для себе». Дякуючи саме йому тисячі людей пізнали радість здорового, тверезого життя.

## Публікації та інші праці
Випустив книги українською мовою про тверезість, а також з корекції зору, розробив програму навчання основам тверезості для студентів і школярів, написав багато статей. Працював над дисертацією з педагогіки на тему тверезницького виховання молоді.
Живіть тверезо і без нікотину. — Тернопіль: Астон, 2008. — 104 с.
У посібнику «Живіть тверезо і без нікотину» висвітлено, якої шкоди здоров'ю людини спричиняють алкоголь і нікотин, і пропонується мистецтво тверезого здорового життя. Описано метод, як позбутися шкідливих програм, звичок і залежностей куріння і вживання алкоголю. За основу взято метод кандидата біологічних наук Г. А. Шичка, який протягом багатьох років успішно використовував цей метод. Він допоміг багатьом позбутися цих шкідливих звичок.
Посібник буде корисним всім тим, хто прагне бути здоровим, позбутися запрограмованості на вживання алкоголю і тютюнокуріння.
Посібник можна використовувати в процесі навчальної діяльності, для проведення виховних годин, позакласної роботи, факультативних занять, батьківських зібрань тощо.
Паростки тверезого життя. — Тернопіль: Астон, 2008. — 152 с.
Ця книжка містить в собі наукові та пізнавальні статті, вірші людей, які особистим прикладом пропагують свідомо тверезе життя. Книга рекомендована вчителям, вихователям, психологам, лікарям і всім тим хто навчає та виховує дітей, підлітків та молодь.
ШЛЯХИ РОЗВИТКУ ТВЕРЕЗОГО СПОСОБУ ЖИТТЯ У МАЙБУТНІХ ФАХІВЦІВ Національна бібліотека України імені В. І. Вернадського [Архівовано 2 лютого 2017 у Wayback Machine.]
Аналізуються питання тверезого та здорового способу життя i результати проведеної роботи з викладання науки про тверезу людину та суспільство в цілому. Матеріал i висновки дозволяють простежити та уявити всю складність вирішення нагальних проблем серед населення України, дітей та молоді. Разом з тим даються деякі слушні рекомендації тому, хто займається вихованням та навчанням.
ПСИХОЛОГО-ПЕДАГОГІЧНИЙ ПІДХІД ДО ФОРМУВАННЯ ТВЕРЕЗОГО СПОСОБУ ЖИТТЯ У МАЙБУТНІХ ФАХІВЦІВ «Безкоштовна електронна бібліотека»
Аналізуються проблеми тверезого, здорового способу життя та результати проведеної роботи з викладання собріології – науки про тверезу людину та суспільство в цілому. Аналіз проблем виявляє необхідність проведення психолого-педагогічних досліджень у галузі здорового способу життя учнівської та студентської молоді та обґрунтування відповідних рекомендацій.
 ТВЕРЕЗІСТЬ ЯК ФАКТОР РОЗРОБКИ ЕФЕКТИВНИХ УПРАВЛІНСЬКИХ РІШЕНЬ Електронна бібліотека Житомирського державного університету [Архівовано 2 лютого 2017 у Wayback Machine.]
Обґрунтована необхідність та значущість тверезого способу життя для розробки ефективних управлінських рішень. Даються рекомендації щодо покращення розробки ефективних рішень на основі забезпечення природного стану мислення всього колективу, де свідомо сповідується тверезий спосіб життя. Вказується на необхідність тверезого життя у вирішенні важливих виробничих та управлінських проблем. Привертається увага управлінців до тверезого, здорового способу життя всього колективу, як фактору забезпечення результативної роботи підприємства. 
 ЖИТИ ТВЕРЕЗО – НЕ СВЯТІСТЬ, А НОРМА Національна бібліотека України імені В. І. Вернадського [Архівовано 17 серпня 2016 у Wayback Machine.]
У статті обґрунтовується думка про тверезий спосіб життя з точки зору педагогіки та психології, духовних та моральних принципів; розкривається сутність пропаганди “культури” споживання алкогольних виробів як головної рушійної сили алкоголізації суспільства. Розглядається та аналізується новий підхід до проблем алкоголевживання в християнському середовищі. Пропонуються психологопедагогічні рекомендації, щодо вирішення проблеми алкоголізації суспільства та шляхи її подолання.
 ОСОБЛИВОСТІ ФОРМУВАННЯ ТВЕРЕЗОГО СПОСОБУ ЖИТТЯ У СТУДЕНТСЬКОЇ МОЛОДІ Електронна бібліотека Житомирського державного університету [Архівовано 27 березня 2022 у Wayback Machine.]
Аналізуються проблеми тверезого, здорового способу життя та результати проведеної роботи з викладання собріології – науки про тверезу людину та суспільство в цілому. Аналіз проблем виявляє необхідність проведення психолого-педагогічних досліджень у галузі здорового способу життя учнівської та студентської молоді та обґрунтування відповідних рекомендацій.
 ОРГАНІЗАЦІЙНО-ПЕДАГОГІЧНІ ЗАСАДИ ФОРМУВАННЯ ЗДОРОВОГО СПОСОБУ ЖИТТЯ СУБ’ЄКТІВ ОСВІТИ Електронна бібліотека Житомирського державного університету [Архівовано 21 березня 2022 у Wayback Machine.]
Розглянуто філософські та психолого-педагогічні засади здоров’я та здорового способу життя, проаналізовано концептуальні положення та наукові підходи
до дослідження здорового способу життя у конкретній сфері – професійно-педагогічній підготовці майбутніх учителів. Розроблено та апробовано концептуальну модель, організаційно-педагогічні умови та методику професійно-педагогічної підготовки майбутніх учителів природничих дисциплін до формування у підлітків здорового способу життя.
Монографію адресовано широкому загалу освітян, науковцям, викладачам, аспірантам, студентам вищих навчальних закладів. 
Відновлення зору та оздоровлення очей тощо.

## Родина та пошана особистості
У Федіра Михайловича залишилася дружина, — Валентина Олексіївна Калінчук, теж переконана тверезниця і продовжувачка його справи. Всі п'ятеро дітей Федіра Михайловича пішли по його тверезницьких стопах. Девізом життя Федора Михайловича були слова: «Жити тверезо — це не святість, а всього лише норма, без якої неможливий духовний, моральний, фізичний розвиток людини».
Світлій пам'яті Федора Михайловича Калінчука, присвячується спільна з "Апостолом тверезості" праця "Організаційно-педагогічні засади формування здорового способу життя суб’єктів освіти" [Архівовано 21 березня 2022 у Wayback Machine.]
(Вознюк О.В., Дубасенюк О.А., Калінчук Ф.М. Організаційно-педагогічні засади формування здорового способу життя суб’єктів освіти : монографія. – Житомир : Вид-во ЖДУ ім. І. Франка, 2012. – 408 с.). 
До 60-річчя з дня народження Ф.М. Калінчука у 2014 році видано і презентовано [Архівовано 15 серпня 2016 у Wayback Machine.] книгу Наталії Миколаївни Юхимець «Федір Калінчук. Тисячі людських “дякую”» [Архівовано 15 серпня 2016 у Wayback Machine.]. 
На III науково-практичній конференції «Формування тверезого способу життя в сім'ї та суспільстві», яка відбулася 4–5 листопада 2016 року у Львівському національному медичному університеті імені Данила Галицького, на локаціях (та афішах по Україні й Інтернеті) було розміщено в центрі Федіра Михайловича Калінчука як доповідача, що своєю невтомною працею зворушив процес поступового протверезіння суспільства, й, як результат, подальше відновлення могутності України.